# 金玉神社 (新潟市)
金玉神社（きんぎょくじんじゃ）は、新潟県新潟市南区鷲ノ木新田にある神社である:588-589。

## 概要
近くに金玉稲荷神社もあり、こちらの神社は1868年以前の建立だということが分かっている:566が、金玉神社については建立の時期について資料にぶれがある。1989年(平成元年)発行の白根市史巻七において、559ページの神社の勧請・建立年代の一覧の表では1951年建立になっている:559が、588ページの神社の詳細の表では1953年建立になっている:588-589。それ以外の詳細は不明。1978年（昭和53年）発行の白根市史料において、金玉神社についての項目がある:133-134が、その内容は白根市史巻五にある、根岸郷排水機記念碑の記載:678-679と同じであり、直接当神社とのつながりを示すものではない。
神社にある看板によれば、1952年（昭和27年）にとある住民の枕元に大神様が立たれ、当時荒れ地であった神社のある場所を指し示して「我を此処に斎き祀れば家は富み栄えるだろう。努々疑うことなかれ。」と仰せになったことで、その住民が驚き畏んで私財をなげうち浄財を募ったことで神社が建立されたとされている。
そのユニークな名前から、近隣にある金玉稲荷神社と一緒にタウン情報誌やマスメディアに取り上げられることが多い。
また、季節を表したスタンプが押された御朱印が毎月3種類、書き置きで用意されており、その可愛らしいデザインも人気となっている。

## 周辺の神社・見所
- 金玉稲荷神社
- 桜遊歩道公園

## 現地情報
交通アクセス
- 新潟交通 W7 大野・白根線・W8 味方線 「大野仲町」バス停より徒歩約5分
- 北陸自動車道 新潟西インターチェンジから車で10分